# Pechbrunn
Pechbrunn là một đô thị tại huyện Tirschenreuth bang Bayern, Đức.